# Garry Marsh
Garry Marsh, nascido Leslie March Geraghty (21 de maio de 1902 – 6 de maio de 1981) foi um ator de cinema britânico, ativo entre 1922 e 1969.

## Filmografia selecionada
- Long Odds (1922)
- Night Birds (1930)
- The Professional Guest (1931)
- Stamboul (1931)
- Keepers of Youth (1931)
- Uneasy Virtue (1931)
- The Eternal Feminine (1931)
- I See a Dark Stranger (1946)